# Breuilh
Pour l’article homonyme, voir Breuilh (cours d'eau).
Breuilh est une ancienne commune française située dans le département de la Dordogne, en région Nouvelle-Aquitaine.
Au 1er janvier 2017, elle fusionne avec Marsaneix et Notre-Dame-de-Sanilhac pour former la commune nouvelle de Sanilhac.

## Géographie

### Généralités

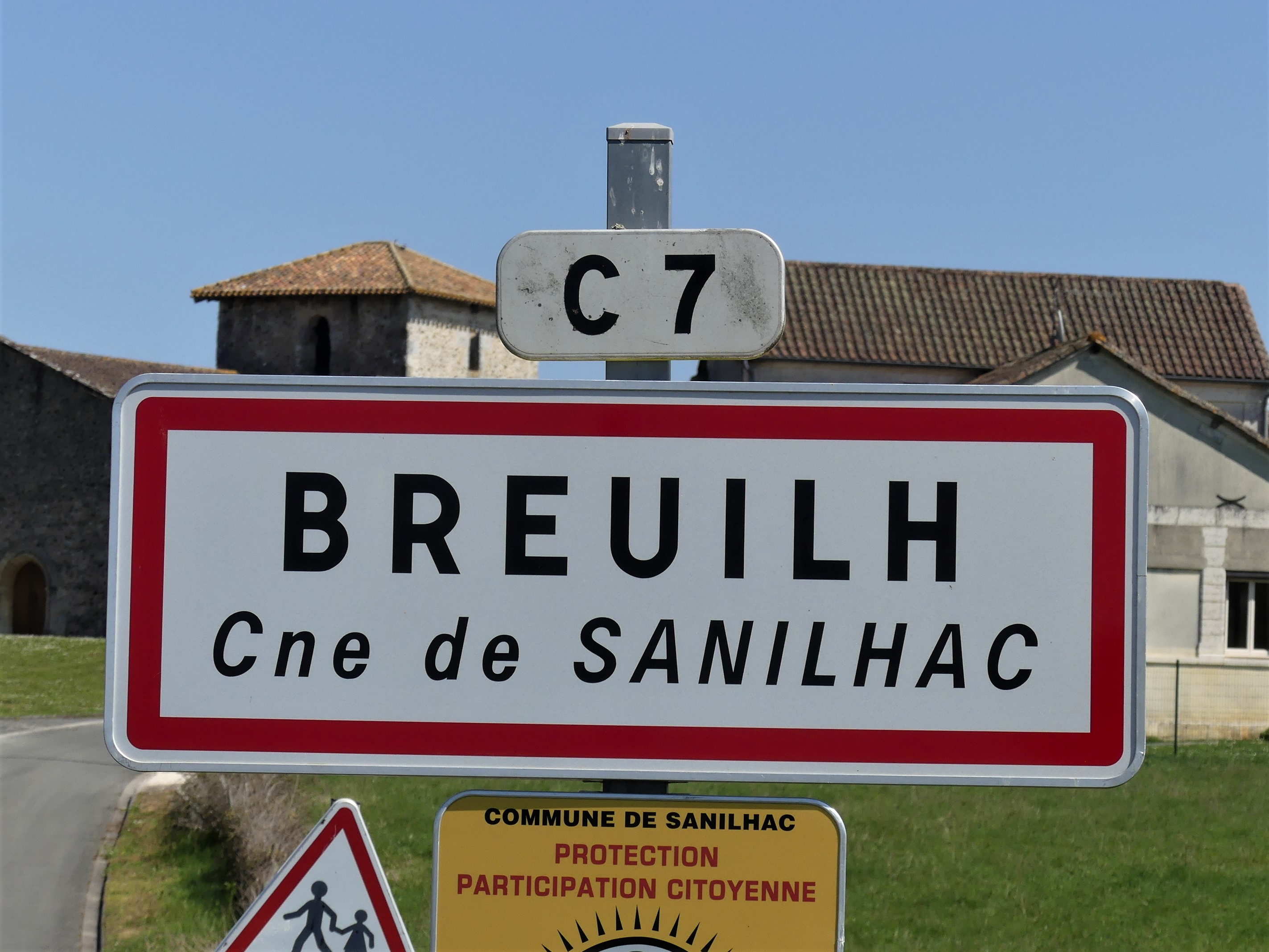
Panneau d'entrée au bourg de Breuilh.

Dans le département de la Dordogne, en Périgord central, la commune déléguée de Breuilh forme la partie sud de la commune nouvelle de Sanilhac. Son territoire s'étend sur 10,26 km2.
L'altitude minimale, 144 mètres, se trouve localisée à l'extrême sud, dans une vallée sèche en limite des communes de Salon et de Vergt,. L'altitude maximale avec 246 mètres est située au nord-ouest, au nord du lieu-dit le Lac Long, à une cinquantaine de mètres des communes d'Église-Neuve-de-Vergt et de Vergt. Sur le plan géologique, le sol se compose principalement de calcaires secondaires et d'argiles, sables et graviers tertiaires.
À l'écart des routes principales, le petit bourg de Breuilh est situé, en distances orthodromiques, quatorze kilomètres au sud du centre-ville de Périgueux, la préfecture.
Son territoire est bordé au sud-est sur plus d’un kilomètre par la route départementale (RD) 45E et à l'ouest sur environ 600 mètres par la RD 8.

### Communes limitrophes

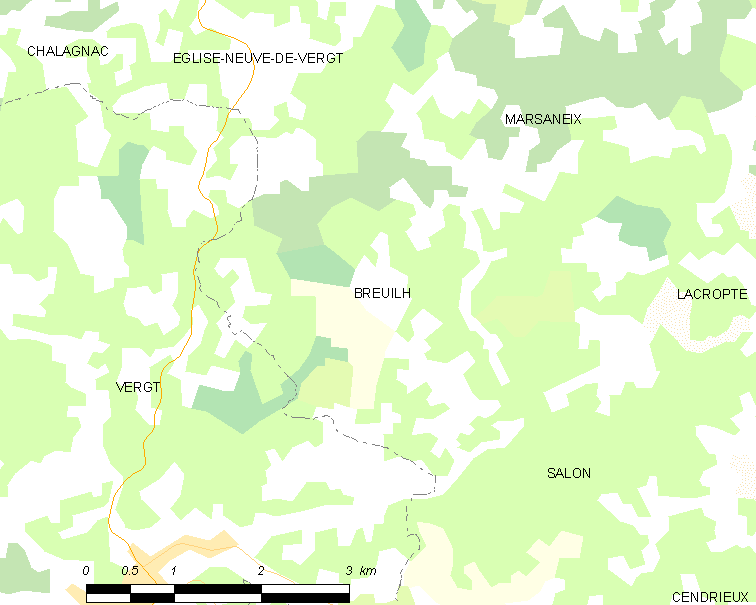
Carte de Breuilh et des communes avoisinantes en 2016.

En 2016, année précédant la création de la commune nouvelle de Sanilhac, Breuilh était limitrophe de quatre autres communes.
| Église-Neuve-de-Vergt |         | Marsaneix |
| Vergt                 | Breuilh |           |
|                       |         | Salon     |

## Urbanisme

### Villages, hameaux et lieux-dits
Outre le bourg de Breuilh proprement dit, le territoire se compose d'autres villages ou hameaux, ainsi que de lieux-dits :
- l'Abeillé
- la Basse
- la Boudonnie
- les Bruges
- les Camards
- Claud Bas
- les Clauds
- les Combettes
- les Fourchades
- le Fromentau
- Gabrieloux
- la Garenne
- Gravaux
- le Lac Long
- le Lac Rouy
- la Lande
- les Landes
- Lauzellie
- les Lissas
- les Meillauds
- la Mercerie
- Mondignéras
- les Minières
- la Mouthe
- Peypella
- la Peyrière
- la Praderie
- Puyagu
- Puychanvaux
- le Rapirou
- les Ratias
- au Tolougnac
- la Tuilerie
- le Tuquet.

## Toponymie
La première mention écrite connue du lieu date du XIIIe siècle sous la forme Brulh, suivie par la forme latine Brolium en 1276,. Lors de sa création, la commune portait le nom de « Breuil »  puis « le Breuilh » à la fin du XIXe siècle. Ce nom vient de l'occitan bruèlh ou bruòlh correspondant à un « petit bois », un bosquet.
En occitan, la commune porte le nom de Bruelh.

## Histoire
Au 1er janvier 2017, Breuilh fusionne avec Marsaneix et Notre-Dame-de-Sanilhac pour former la commune nouvelle de Sanilhac dont la création a été entérinée par l'arrêté du 26 septembre 2016, entraînant la transformation des trois anciennes communes en « communes déléguées ».

## Politique et administration

### Rattachements administratifs et électoraux
Dès 1790, la commune de Breuilh est rattachée au canton de Vergt qui dépend du district de Perigueux jusqu'en 1795, date de suppression des districts. En 1801, le canton de Vergt, qui prend pendant un temps le nom de canton de Saint-Jean-de-Vergt avant de reprendre l'ancien nom, dépend de l'arrondissement de Périgueux.
Dans le cadre de la réforme de 2014 définie par le décret du 21 février 2014, ce canton disparaît aux élections départementales de mars 2015. La commune est alors rattachée au canton du Périgord central, dont le bureau centralisateur reste fixé à Vergt.

### Intercommunalité
Fin 2001, Breuilh intègre dès sa création la communauté de communes du Pays vernois. Celle-ci est dissoute le 31 décembre 2013 et remplacée au 1er janvier 2014 par la communauté de communes du Pays vernois et du terroir de la truffe. Elle est elle-même dissoute le 31 décembre 2016 et ses communes — y compris les communes déléguées — sont intégrées à la communauté d'agglomération Le Grand Périgueux le 1er janvier 2017.

### Administration municipale
La population de la commune étant comprise entre 100 et 499 habitants au recensement de 2011, onze conseillers municipaux ont été élus en 2014,. Ceux-ci sont membres d'office du  conseil municipal de la commune nouvelle de Sanilhac, jusqu'au renouvellement des conseils municipaux français de 2020.

### Liste des maires puis maires délégués

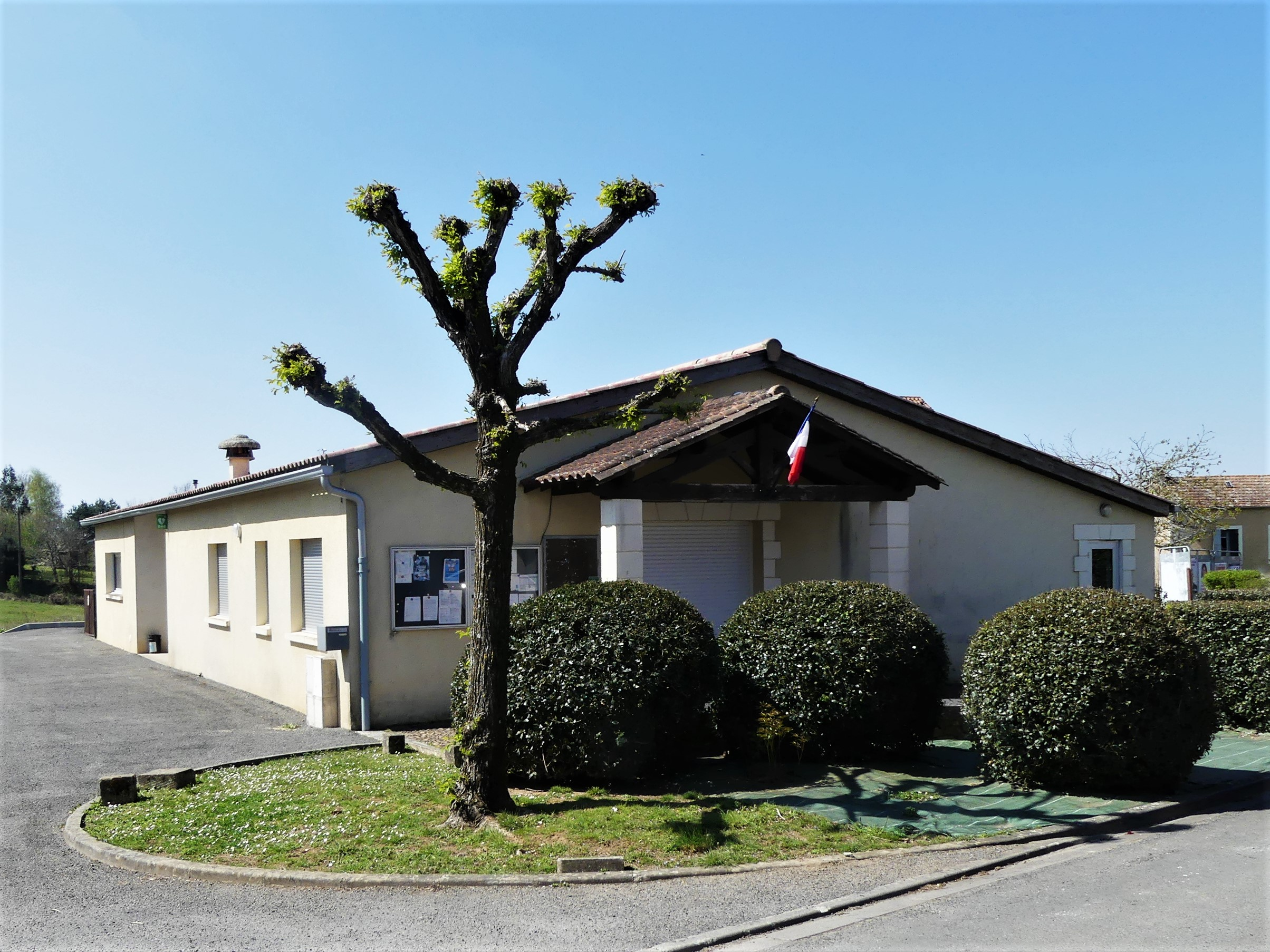
La mairie annexe en 2022.

| Période                                  | Période       | Identité        | Étiquette | Qualité                   |
| ---------------------------------------- | ------------- | --------------- | --------- | ------------------------- |
| Les données manquantes sont à compléter. |               |                 |           |                           |
|                                          |               |                 |           |                           |
| mars 1977                                | décembre 2016 | Roland Collinet | UMP-LR    | Agriculteur puis retraité |

| Période      | Période      | Identité       | Étiquette | Qualité           |
| ------------ | ------------ | -------------- | --------- | ----------------- |
| janvier 2017 | juillet 2020 | ?              |           |                   |
| juillet 2020 | En cours     | Cédric Pommier |           | Agent territorial |

### Jumelages
Les communes du Pays vernois sont jumelées avec la ville canadienne de Saint-Jacques de Montcalm depuis 1996.

## Population et société

### Démographie
Les habitants de Breuilh se nomment les Breuilhois.
En 2016, dernière année en tant que commune indépendante, Breuilh comptait 275 habitants. À partir du XXIe siècle, les recensements des communes de moins de 10 000 habitants ont lieu tous les cinq ans (2007, 2012 pour Breuilh). Depuis 2006, les autres dates correspondent à des estimations légales.
Au 1er janvier 2022, la commune déléguée de Breuilh compte 274 habitants.
| 1793 | 1800 | 1806 | 1821 | 1831 | 1836 | 1841 | 1846 | 1851 |
| ---- | ---- | ---- | ---- | ---- | ---- | ---- | ---- | ---- |
| 323  | 323  | 332  | 334  | 399  | 356  | 430  | 411  | 420  |

| 1856 | 1861 | 1866 | 1872 | 1876 | 1881 | 1886 | 1891 | 1896 |
| ---- | ---- | ---- | ---- | ---- | ---- | ---- | ---- | ---- |
| 426  | 369  | 375  | 370  | 345  | 353  | 325  | 311  | 298  |

| 1901 | 1906 | 1911 | 1921 | 1926 | 1931 | 1936 | 1946 | 1954 |
| ---- | ---- | ---- | ---- | ---- | ---- | ---- | ---- | ---- |
| 251  | 290  | 282  | 235  | 216  | 172  | 178  | 175  | 152  |

| 1962 | 1968 | 1975 | 1982 | 1990 | 1999 | 2007 | 2012 | 2016 |
| ---- | ---- | ---- | ---- | ---- | ---- | ---- | ---- | ---- |
| 131  | 125  | 123  | 123  | 161  | 199  | 215  | 259  | 275  |

### Manifestations culturelles et festivités
Au printemps, troc de plantes (22e édition en avril 2019).

## Économie
Les données économiques de Breuilh sont incluses dans celles de la commune nouvelle de Sanilhac.

## Culture locale et patrimoine

### Lieux et monuments
- L'église Saint-André[23] composée d'une nef de trois travées longée au nord par un collatéral et d'un chœur surmonté par le clocher carré. Elle recèle un retable du XVIIIe siècle en bois peint et sculpté où figurent des représentations de saint André, saint Roch et de la Crucifixion du Christ en présence de saint Jean l'Évangéliste et sainte Marie[24].
- Tombeau de 1881 de la famille Jeammet, en bord de route au sud-ouest du bourg.
- Château de Mondignéras[25] et sa chapelle[23].

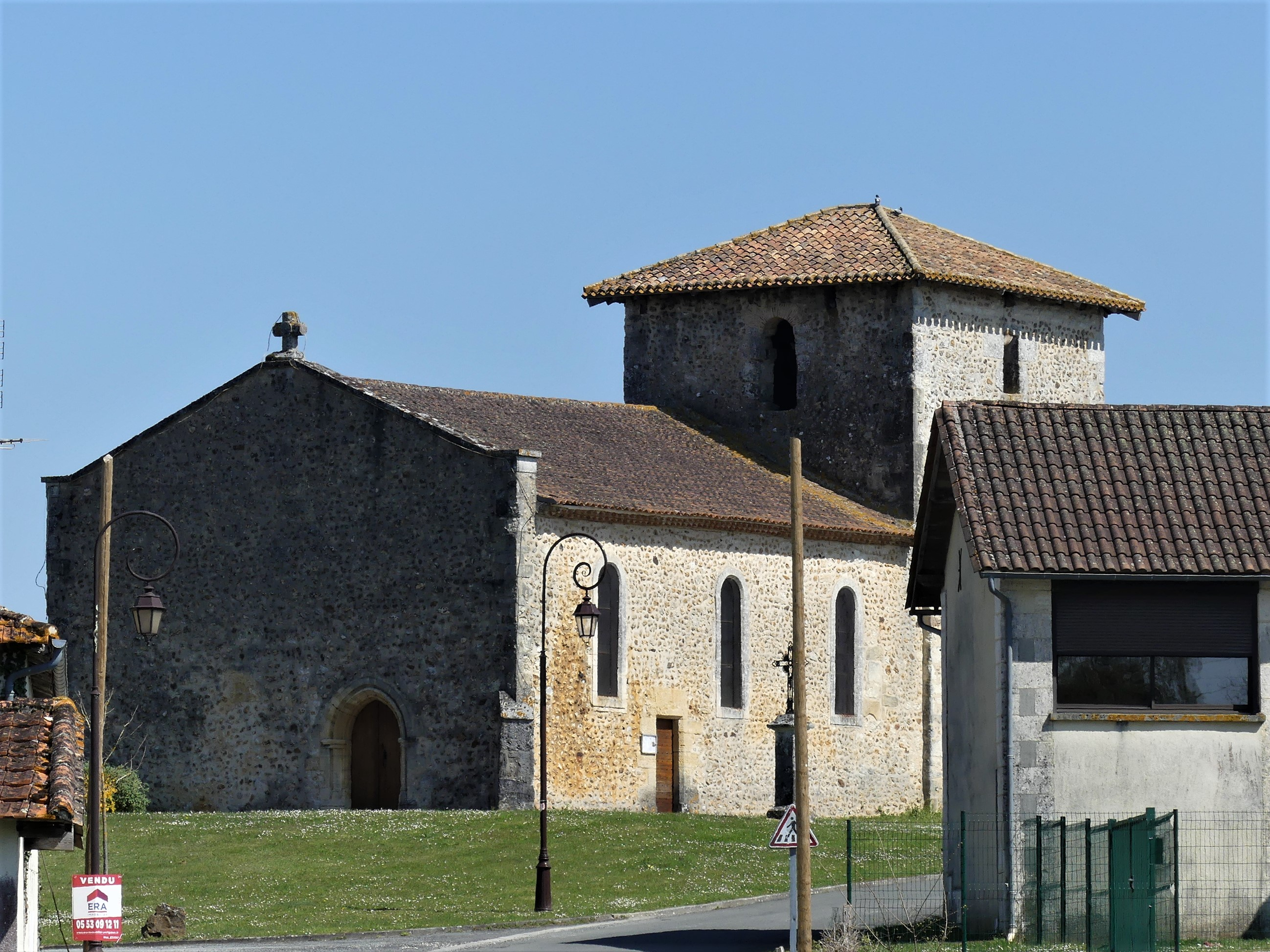
L'église Saint-André.
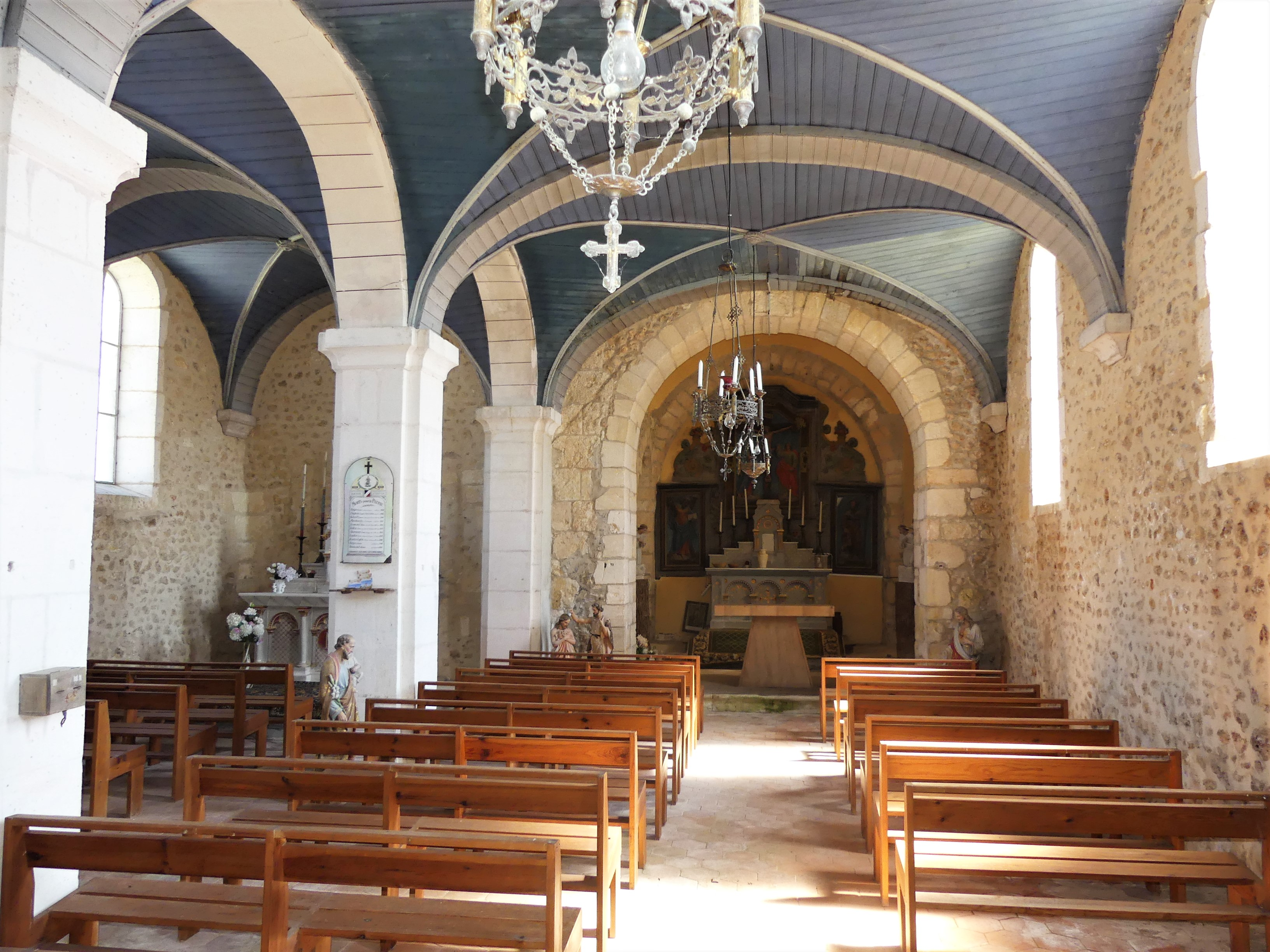
La nef et sur la gauche le collatéral.
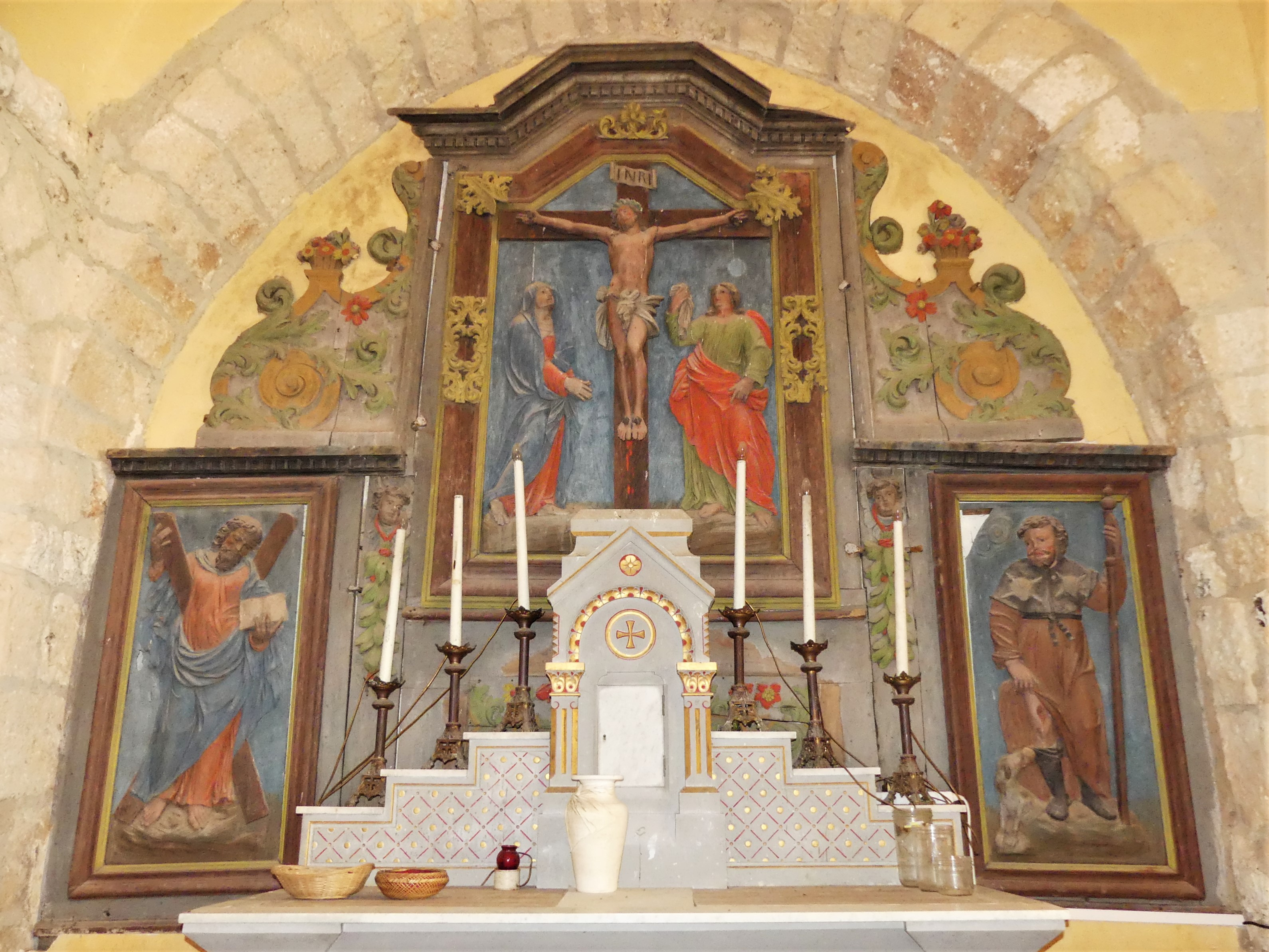
Le retable du XVIIIe siècle.
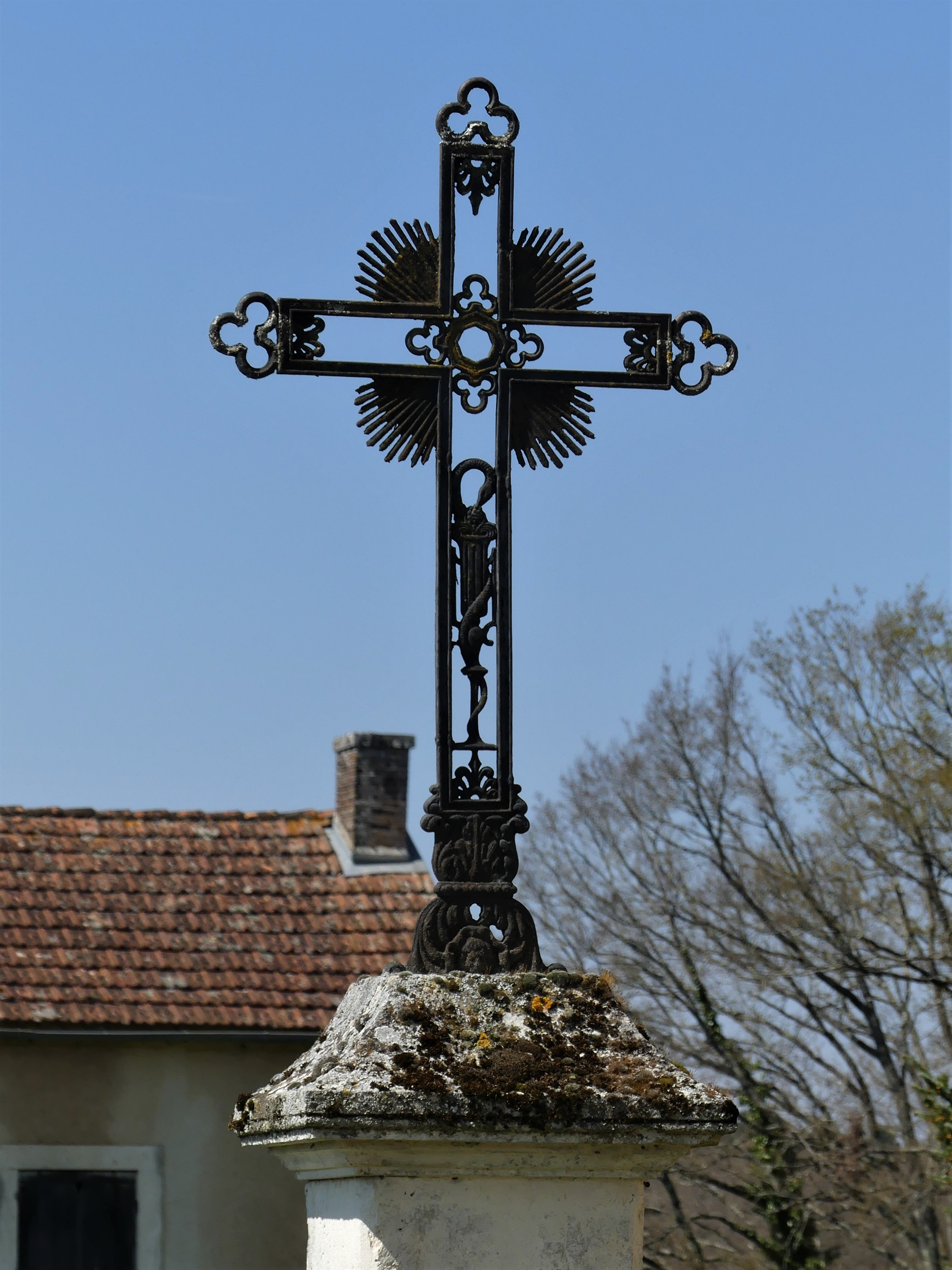
Croix devant l'église.
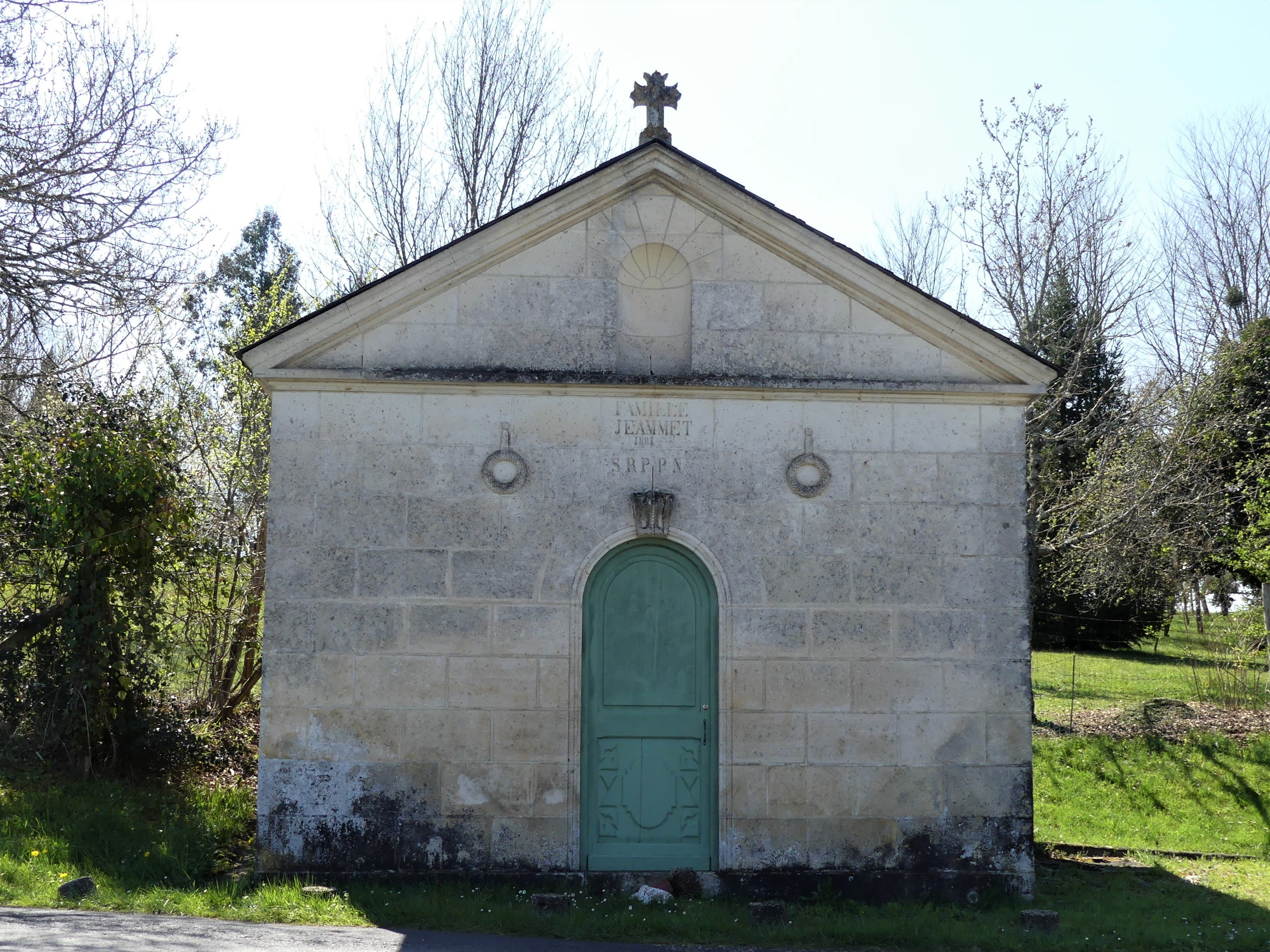
Tombeau de la famille Jeammet, au sud-ouest du bourg.
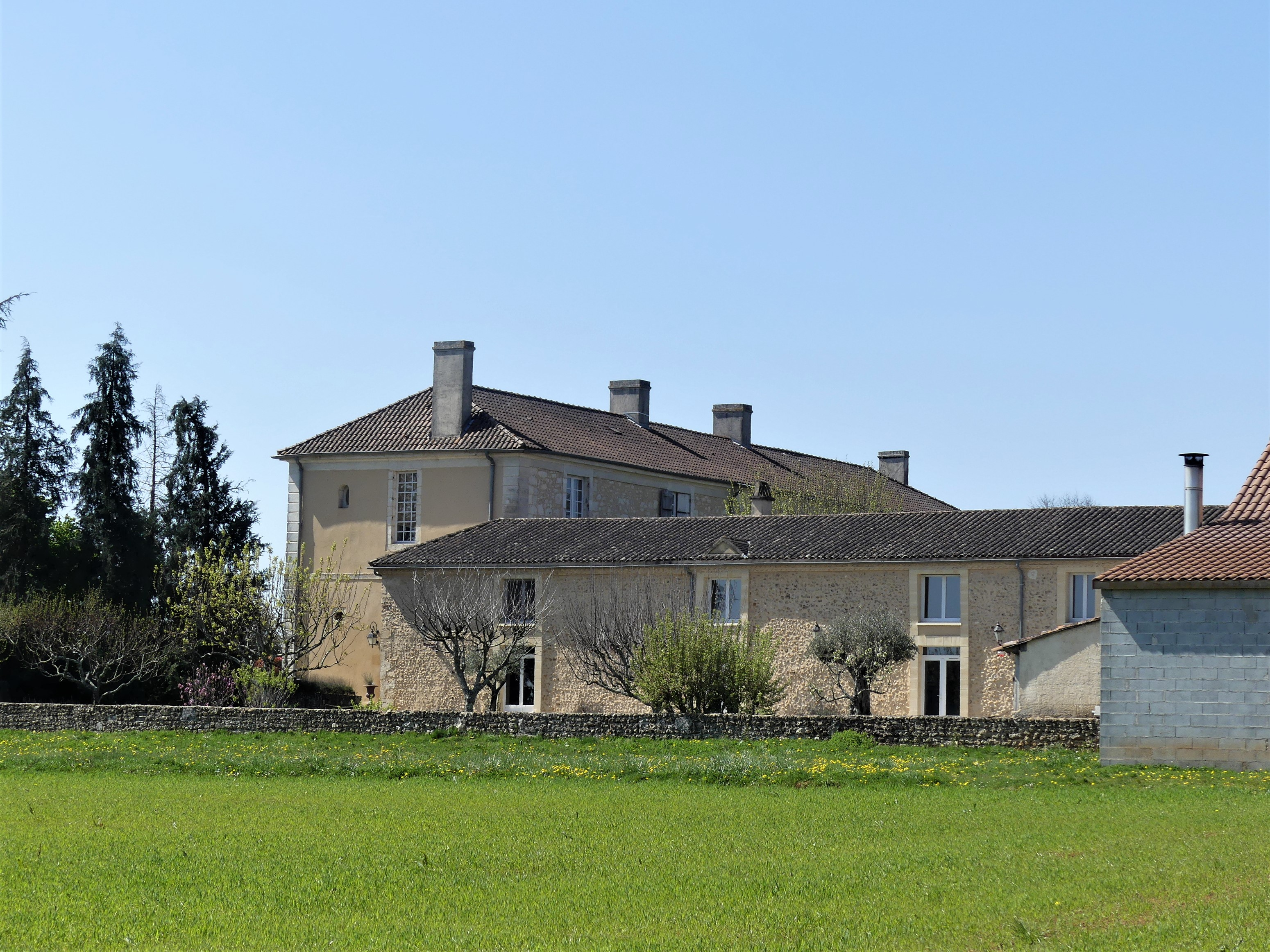
Le château de Mondignéras.